# Heteropoda bimaculata
Heteropoda bimaculata este o specie de păianjeni din genul Heteropoda, familia Sparassidae, descrisă de Thorell, 1878. Conform Catalogue of Life specia Heteropoda bimaculata nu are subspecii cunoscute.